# Critics' Choice Award per la miglior sceneggiatura non originale
Il Critics' Choice Award per la migliore sceneggiatura non originale (Critics' Choice Movie Award for Best Adapted Screenplay) è un premio cinematografico assegnato annualmente nel corso dei Critics' Choice Awards.

## Storia
Le categorie per le sceneggiature hanno subito diversi cambiamenti sin dalla loro istituzione nel 1996: 
- Dal 1995 al 1997 è stata presentata la categoria miglior sceneggiatura (Best Screenplay), senza che venissero annunciati candidati ufficiali, ma solo un vincitore.
- Dal 1998 al 2001 sono stati consegnati due premi: miglior sceneggiatura originale (Best Original Screenplay) e miglior sceneggiatura non originale (Best Screenplay Adaptation).
- Nel 2001 le categorie sono state nuovamente unite in miglior sceneggiatura.
- Dal 2002 al 2009 la categoria è stata rinominata miglior sceneggiatore.
- Nel 2010 è stata nuovamente introdotta la distinzione tra sceneggiatura originale e non originale.

## Vincitori e candidati
I vincitori sono indicati in grassetto.

### Migliore sceneggiatura (1996-1997)
- 1996: Emma Thompson - Ragione e sentimento (Sense and Sensibility)
- 1997: Anthony Minghella - Il paziente inglese (The English Patient)

### Miglior sceneggiatura non originale (1998-2001)
- 1998: Brian Helgeland e Curtis Hanson - L.A. Confidential
- 1999: Scott B. Smith - Soldi sporchi (A Simple Plan)
- 2000: Frank Darabont - Il miglio verde (The Green Mile)
- 2001
  - Stephen Gaghan - Traffic
  - Steve Kloves - Wonder Boys

### Migliore sceneggiatura (2002)
- 2002
  - Christopher Nolan - Memento
  - Akiva Goldsman - A Beautiful Mind
  - Joel ed Ethan Coen - L'uomo che non c'era (The Man Who Wasn't There)

### Miglior sceneggiatore (2003-2009)
- 2003
  - Charlie Kaufman - Il ladro di orchidee (Adaptation) e Confessioni di una mente pericolosa (Confessions of a Dangerous Mind)
  - Alexander Payne e Jim Taylor - A proposito di Schmidt (About Schmidt)
  - Nia Vardalos - Il mio grosso grasso matrimonio greco (My Big Fat Greek Wedding)
- 2004
  - Jim Sheridan, Kirsten Sheridan e Naomi Sheridan - In America - Il sogno che non c'era (In America)
  - John August - Big Fish - Le storie di una vita incredibile (Big Fish)
  - Sofia Coppola - Lost in Translation - L'amore tradotto (Lost in Translation)
  - Brian Helgeland - Mystic River
  - Gary Ross - Seabiscuit - Un mito senza tempo (Seabiscuit)
- 2005
  - Alexander Payne e Jim Taylor - Sideways - In viaggio con Jack (Sideways)
  - Bill Condon - Kinsey
  - Charlie Kaufman - Se mi lasci ti cancello (Eternal Sunshine of the Spotless Mind)
  - John Logan - The Aviator
  - David Magee - Neverland - Un sogno per la vita (Finding Neverland)
- 2006
  - Paul Haggis e Bobby Moresco - Crash - Contatto fisico (Crash)
  - Noah Baumbach - Il calamaro e la balena (The Squid and the Whale)
  - George Clooney e Grant Heslov - Good Night, and Good Luck.
  - Dan Futterman - Truman Capote - A sangue freddo (Capote)
  - Larry McMurtry e Diana Ossana - I segreti di Brokeback Mountain (Brockback Mountain)
- 2008
  - Michael Arndt - Little Miss Sunshine
  - Guillermo Arriaga - Babel
  - Todd Field e Tom Perrotta - Little Children
  - Zach Helm - Vero come la finzione (Stranger Than Fiction)
  - William Monahan - The Departed - Il bene e il male (The Departed)
  - Peter Morgan - The Queen - La regina (The Queen)
- 2008
  - Diablo Cody - Juno
  - Joel ed Ethan Coen - Non è un paese per vecchi (No Country for Old Men)
  - Tony Gilroy - Michael Clayton
  - Nancy Oliver - Lars e una ragazza tutta sua (Lars and the Real Girl)
  - Sean Penn - Into the Wild - Nelle terre selvagge (Into the Wild)
  - Aaron Sorkin La guerra di Charlie Wilson (Charlie Wilson's War)
- 2009
  - Simon Beaufoy - The Millionaire (Slumdog Millionaire)
  - Dustin Lance Black - Milk
  - Peter Morgan - Frost/Nixon - Il duello (Frost/Nixon)
  - Eric Roth - Il curioso caso di Benjamin Button (The Curious Case of Benjamin Button)
  - John Patrick Shanley - Il dubbio (Doubt)

### Miglior sceneggiatura non originale (dal 2010)

#### Anni 2010
- 2010
  - Jason Reitman e Sheldon Turner - Tra le nuvole (Up in the Air)
  - Wes Anderson e Noah Baumbach - Fantastic Mr. Fox
  - Neill Blomkamp e Terri Tatchell - District 9
  - Geoffrey Fletcher - Precious
  - Tom Ford e David Scearce - A Single Man
  - Nick Hornby - An Education
- 2011
  - Aaron Sorkin - The Social Network
  - Simon Beaufoy e Danny Boyle - 127 ore (127 Hours)
  - Debra Granik e Anne Rosellini - Un gelido inverno (Winter's Bone)
  - Joel ed Ethan Coen - Il Grinta (True Grit)
  - Ben Affleck, Peter Craig e Aaron Stockard - The Town
  - Michael Arndt - Toy Story 3 - La grande fuga (Toy Story 3)
- 2012
  - Steven Zaillian, Aaron Sorkin e Stan Chervin - L'arte di vincere (Moneyball)
  - Alexander Payne, Nat Faxon e Jim Rash - Paradiso amaro (The Descendants)
  - Eric Roth - Molto forte, incredibilmente vicino (Extremely Loud and Incredibly Close)
  - Tate Taylor - The Help
  - John Logan - Hugo Cabret (Hugo)
- 2013
  - Tony Kushner - Lincoln
  - Chris Terrio - Argo
  - David Magee - Vita di Pi (Life of Pi)
  - Stephen Chbosky - Noi siamo infinito (The Perks of Being a Wallflower)
  - David O. Russell - Il lato positivo - Silver Linings Playbook
- 2014
  - John Ridley - 12 Anni Schiavo (12 Years a Slave)
  - Steve Coogan e Jeff Pope - Philomena
  - Tracy Letts - August: Osage County
  - Richard Linklater, Ethan Hawke e Julie Delpy - Before Midnight
  - Billy Ray - Captain Phillips - Attacco in mare aperto (Captain Phillips)
  - Terence Winter - The Wolf of Wall Street
- 2015
  - Gillian Flynn - L'amore bugiardo - Gone Girl (Gone Girl)
  - Graham Moore - The Imitation Game
  - Paul Thomas Anderson - Vizio di forma (Inherent Vice)
  - Anthony McCarten - La teoria del tutto (The Theory of Everything)
  - Joel ed Ethan Coen, Richard LaGravenese e William Nicholson - Unbroken
  - Nick Hornby - Wild
- 2016 (Gennaio)
  - Charles Randolph e Adam McKay - La grande scommessa (The Big Short)
  - Nick Hornby - Brooklyn
  - Emma Donoghue - Room
  - Drew Goddard - Sopravvissuto - The Martian (The Martian)
  - Aaron Sorkin - Steve Jobs
- 2016 (Dicembre)
  - Eric Heisserer - Arrival
  - Luke Davis - Lion - La strada verso casa (Lion)
  - Tom Ford - Animali notturni (Nocturnal Animals)
  - Todd Komarnicki - Sully
  - Allison Schroeder e Theodore Melfi - Il diritto di contare (Hidden Figures)
  - August Wilson - Barriere (Fences)
- 2018
  - James Ivory - Chiamami col tuo nome (Call Me by Your Name)
  - Scott Neustadter e Michael H. Weber - The Disaster Artist
  - Aaron Sorkin - Molly's Game
  - Jack Thorne, Steve Conrad e Stephen Chbosky - Wonder
  - Virgil Williams e Dee Rees - Mudbound
- 2019
  - Barry Jenkins - Se la strada potesse parlare (If Beale Street Could Talk)
  - Ryan Coogler e Joe Robert Cole - Black Panther
  - Nicole Holofcener e Jeff Whitty - Copia originale (Can You Ever Forgive Me?)
  - Eric Roth, Bradley Cooper e Will Fetters - A Star Is Born
  - Josh Singer - First Man - Il primo uomo (First Man)
  - Charlie Wachtel, David Rabinowitz, Kevin Willmott e Spike Lee - BlacKkKlansman

#### Anni 2020
- 2020
  - Greta Gerwig - Piccole donne (Little Women)
  - Noah Harpster e Micah Fitzerman-Blue - Un amico straordinario (A Beautiful Day in the Neighborhood)
  - Anthony McCarten - I due papi (The Two Popes)
  - Todd Phillips e Scott Silver - Joker
  - Taika Waititi - Jojo Rabbit
  - Steven Zaillian - The Irishman
- 2021
  - Chloé Zhao - Nomadland
  - Paul Greengrass e Luke Davies - Notizie dal mondo (News of the World)
  - Kemp Powers - Quella notte a Miami... (One night in Miami...)
  - Jonathan Raymond e Kelly Reichardt - First Cow
  - Ruben Santiago-Hudson - Ma Rainey's Black Bottom
  - Florian Zeller e Christopher Hampton - The Father - Nulla è come sembra (The Father)
- 2022
  - Jane Campion  - Il potere del cane (The Power of the Dog)
  - Maggie Gyllenhaal - La figlia oscura (The Lost Daughter)
  - Sian Heder - CODA - I segni del cuore (CODA)
  - Tony Kushner - West Side Story
  - Eric Roth, Jon Spaihts, e Denis Villeneuve - Dune
- 2023
  - Sarah Polley - Women Talking - Il diritto di scegliere (Women Talking)
  - Samuel D. Hunter - The Whale
  - Kazuo Ishiguro - Living
  - Rian Johnson - Glass Onion - Knives Out (Glass Onion: A Knives Out Mystery)
  - Rebecca Lenkiewicz - Anche io (She Said)
- 2024[1][2]
  - Cord Jefferson - American Fiction
  - Kelly Fremon Craig - Ci sei Dio? Sono io, Margaret (Are You There, God? It's Me, Margaret)
  - Andrew Haigh - Estranei (All of Us Strangers)
  - Tony McNamara - Povere creature! (Poor Things)
  - Christopher Nolan - Oppenheimer
  - Eric Roth e Martin Scorsese - Killers of the Flower Moon

- 2025[3][4]
  - Peter Straughan – Conclave
  - Jacques Audiard – Emilia Pérez
  - Winnie Holzman e Dana Fox – Wicked (Wicked: Part I)
  - Greg Kwedar e Clint Bentley – Sing Sing
  - RaMell Ross e Joslyn Barnes – Nickel Boys
  - Denis Villeneuve e Jon Spaihts – Dune - Parte due (Dune: Part Two)